# Aegithina
Aegithina és un gènere d'aus de l'ordre dels passeriformes, l'únic de la família dels egitínids (Aegithinidae G. R. Gray, 1869). En moltes llengües, com ara en francès, anglès, espanyol o italià reben el nom vulgar de iores. Són aus que viuen a l'Índia i el sud-est asiàtic. El gènere (i la família) té només quatre espècies. Són una de les tres famílies endèmiques de la zona indomalaia. Antany eren classificats a la família dels irènids (Irenidae).

## Morfologia
- Són aus petites o mitjanes, que fan 11,5-15,5 cm de llargària
- Hi ha dimorfisme sexual, ja que els mascles són més grossos i de colors més vius al plomatge, amb colors grocs i verds.
- A diferència dels cloropseids (Chloropseidae), els membres d'aquesta família tenen les potes primes, i els seus becs són proporcionalment més llargs.

## Hàbitat i distribució
Viuen en matolls d'acàcia, límits del bosc i densitat forestal, terres de conreu i encara jardins, a la zona indomalaia. Generalment habiten les terres baixes i com a màxim arriben fins als boscos de muntanya mitjana. Dins dels boscos, habiten la part alta dels arbres, baixant a terra rarament. En general són aus sedentàries, però hi ha proves de moviments estacionals a l'oest de l'Índia.

## Alimentació
Mengen insectes i aranyes que troben entre les fulles i branquetes dels arbres, movent-se àgilment.

## Reproducció
El ritual de festeig és molt elaborat. Fan un niu en forma de tassa, folrats en l'interior de teranyines, on ponen 2 – 3 ous amb taques rosades i vires de color porpra. Els ous són covats uns 14 dies. [2] Ambos pares s'encarreguen de la cria i alimentació dels pollets.

## Taxonomia
S'han descrit 4 espècies:
- Aegithina tiphia - iora comuna.
- Aegithina nigrolutea - iora cuablanca.
- Aegithina viridissima - iora verda.
- Aegithina lafresnayei - iora grossa.